# Sikonge (huyện)
Sikonge là một huyện thuộc vùng Tabora, Tanzania. Thủ phủ của huyện Sikonge đóng tại Sikonge. Huyện Sikonge có diện tích 21000 ki lô mét vuông. Đến thời điểm điều tra dân số ngày 25 tháng 8 năm 2002, huyện Sikonge có dân số 132733 người.